# Balgenmeter

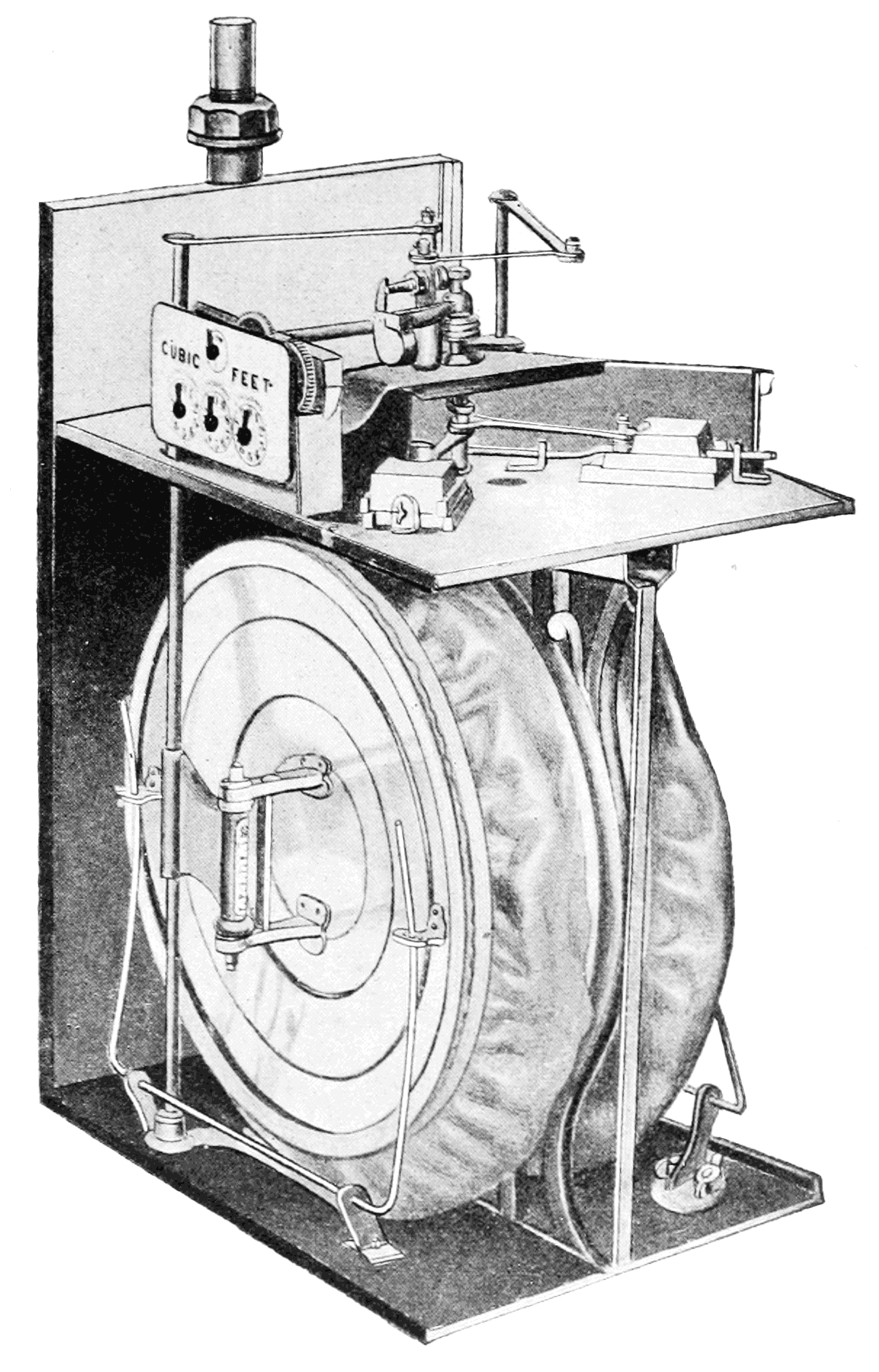
Binnenwerk van een balgenmeter

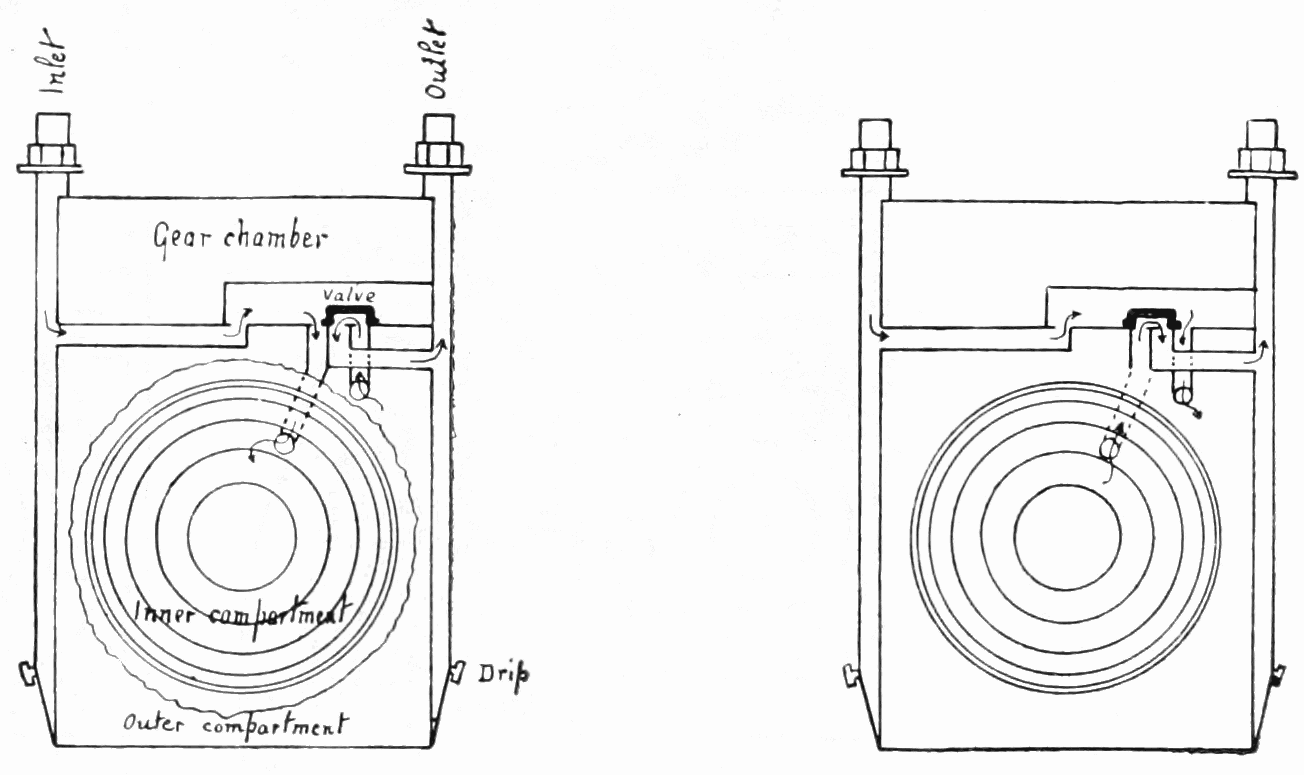
Schematische voorstelling van een balgenmeter

Een balgenmeter is een meetinstrument waarmee het volume van door een leiding getransporteerd gas kan worden gemeten. De meeste gasmeters die in huishoudens voorkomen, zijn balgenmeters.

## Werking
De meter bevat twee balgen, die beurtelings gevuld en geleegd worden middels een klep. Er is altijd een balg met de inlaat en een balg met de uitlaat verbonden; het gas kan niet van de ene naar de andere balg stromen. Het membraan tussen beide balgen beweegt ten gevolge van het drukverschil tussen de balgen, en bedient de klep die die inlaat en uitlaat omschakelt zodra een van beide balgen nagenoeg leeg is, waardoor het proces zich kan herhalen. Tegelijkertijd wordt een telwerk bediend. In principe wordt de meterstand telkens verhoogd met de inhoud van de kleinste van beide balgen. De afgifte is nagenoeg continu.